# Pater
Pater (latinsko pater - oče) je naziv za redovne duhovnike v krščanstvu.